# 伊那バスターミナル

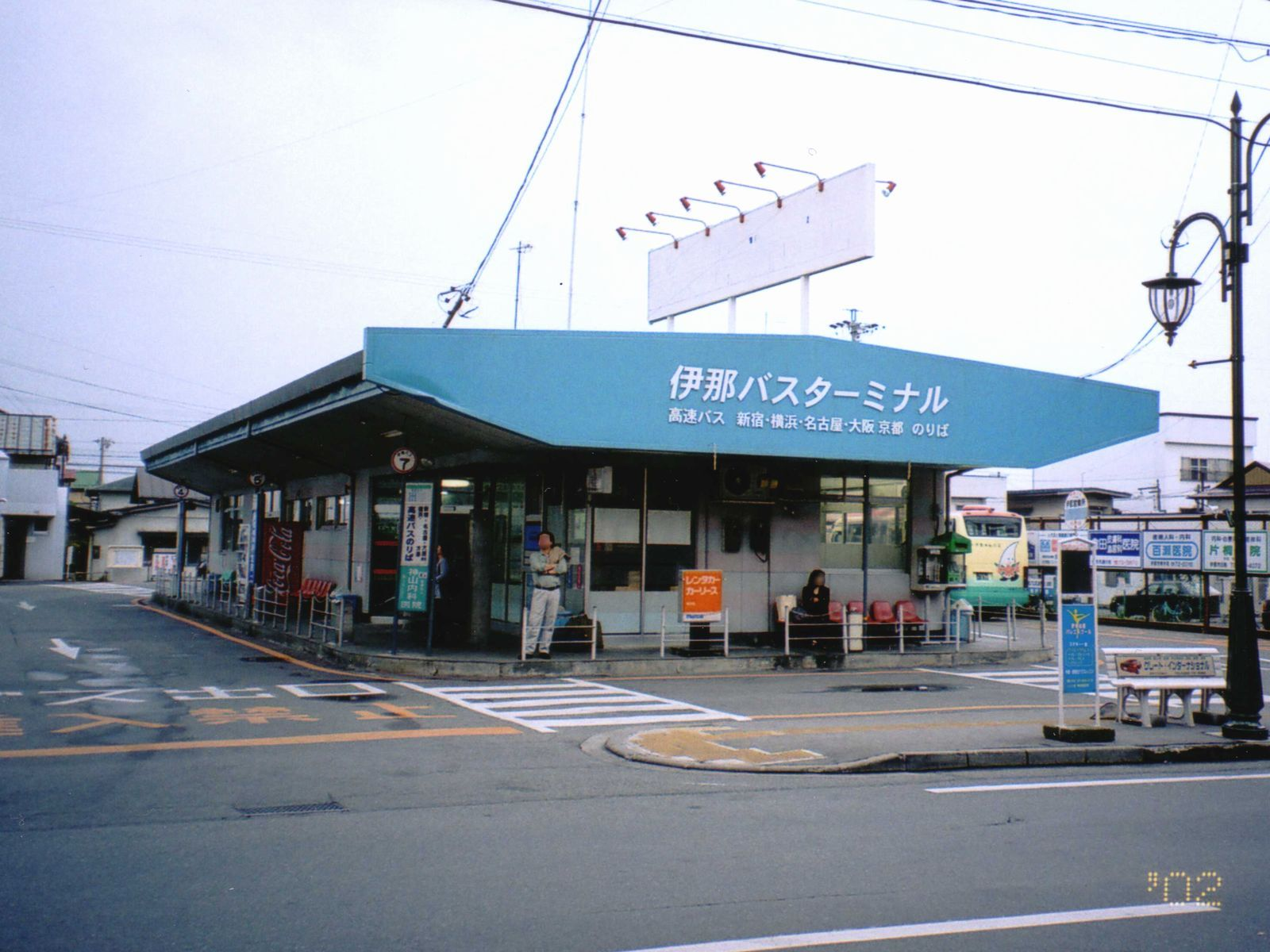
伊那バスターミナル(建替前)

伊那バスターミナル（いなバスターミナル）は、長野県伊那市西町区春日町第一の伊那市駅西側にある伊那バスのバスターミナル。伊那市内・近郊を走る路線バス、高速バスが発着する。停留所名は2017年5月17日までは高速バスは伊那市、一般路線バスおよび伊那市街地循環バス（イーナちゃんバス）、伊那本線 (JRバス関東と共同運行)は2017年5月17日までは伊那営業所となっていたが12月7日からは伊那バスターミナルに統一された。2017年3月3日までJRバス関東が運行していた循環バスは伊那バス営業所となっていた。

## 構造
建物は、平屋建ての構造で、待合所の他、乗車券の窓口、売店などがある。
2017年5月から12月にかけてバスターミナルを建て替えることになった。これに伴い、同年5月18日から12月6日まで、バスターミナルに発着する一般路線バス（伊那営業所停留所）は、伊那バス本社方面は臨時移設、箕輪方面は休止とする。高速バス（伊那市停留所）は、「伊那バス本社前」停留所での乗降扱いに変更する。建て替え工事が完了、12月7日の始発便から再び営業を開始することになり、前述の通りバス停名を「伊那バスターミナル」に変更した。2021年4月1日からジェイアールバス関東の高遠線も乗り入れを開始した。

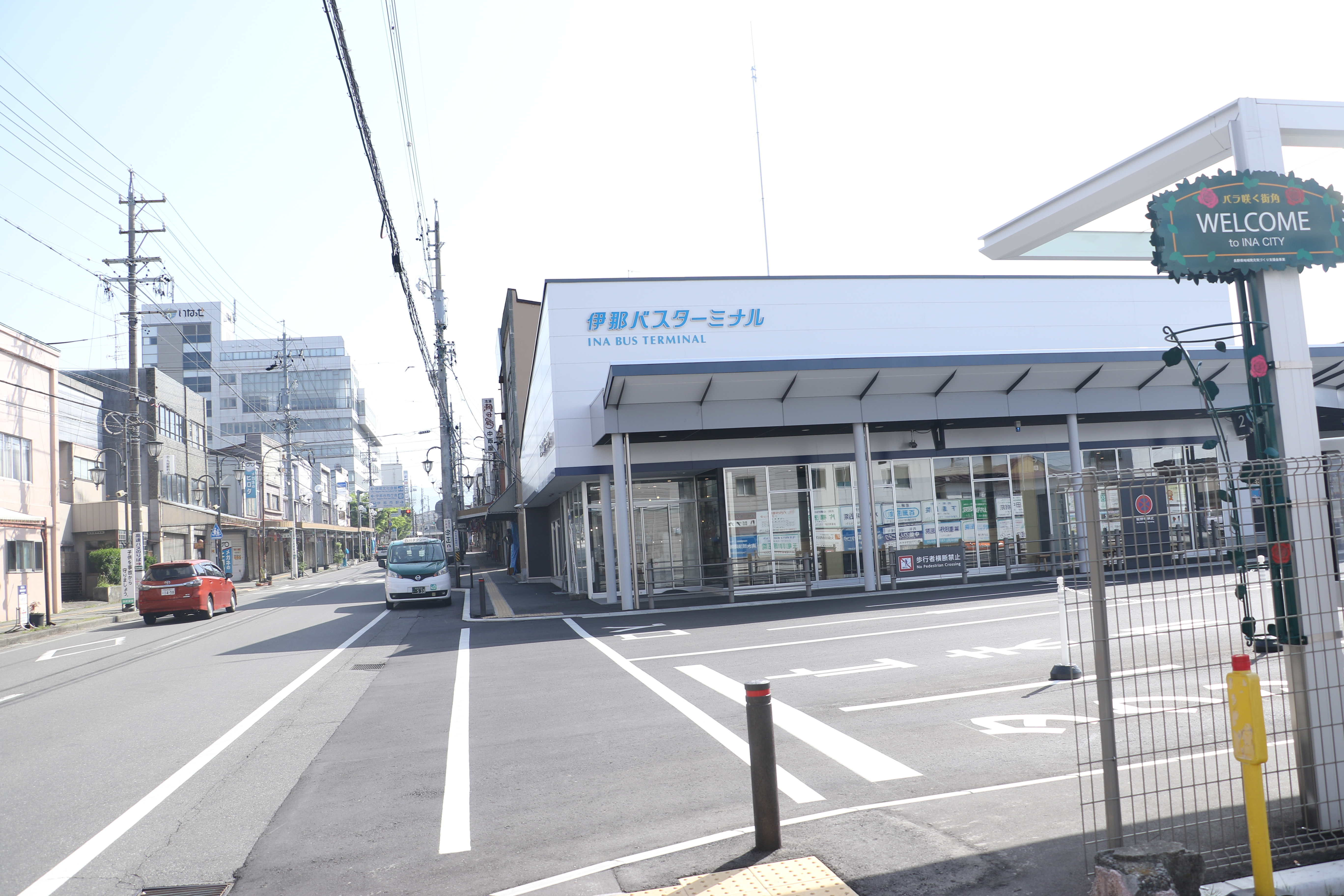
伊那バスターミナル　（伊那バス伊那営業所）全体図＜建替え後＞

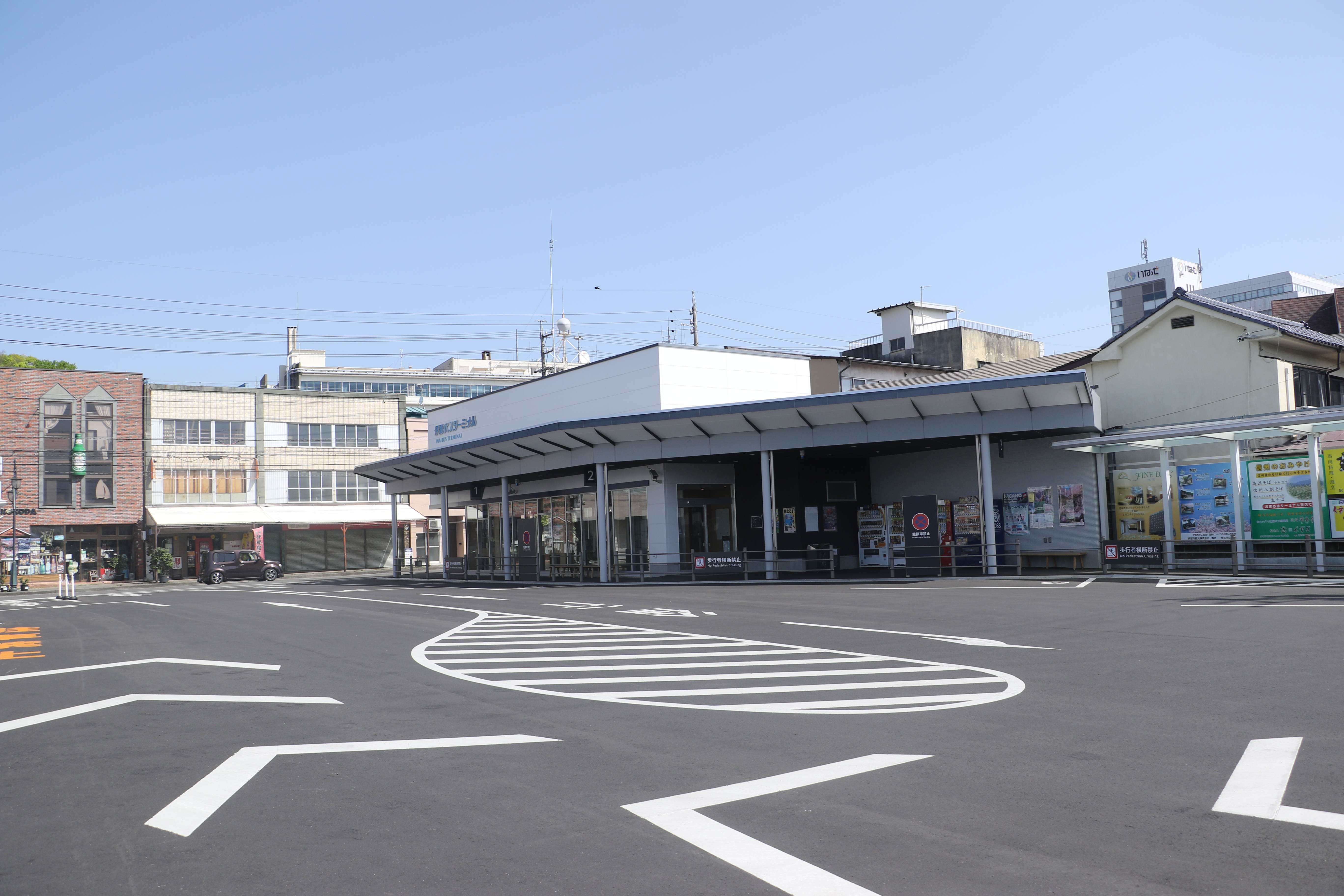
伊那バスターミナル　（伊那バス伊那営業所）のりば全体＜建替え後＞

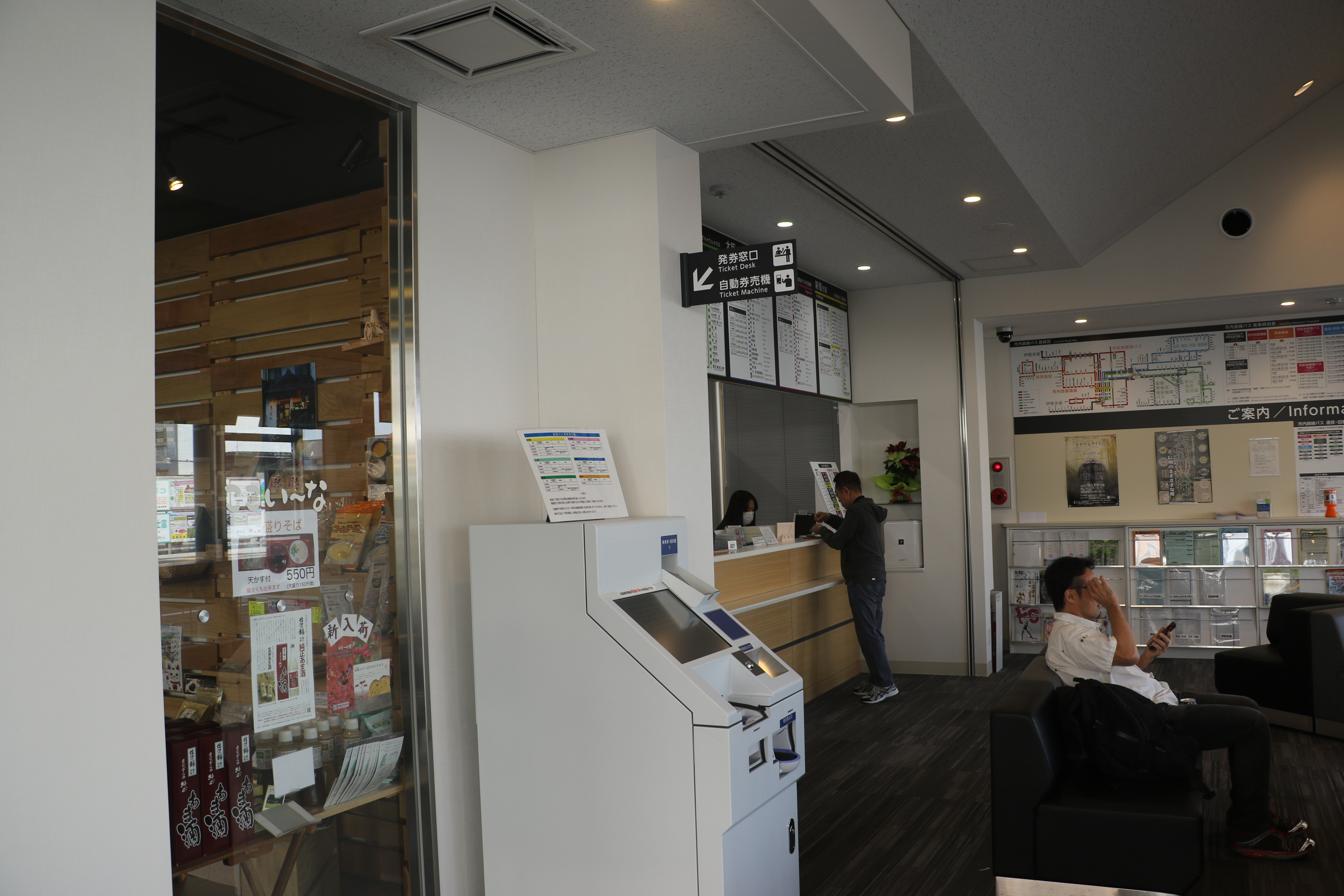
伊那バスターミナル　（伊那バス伊那営業所）高速バス　自動券売機

## のりば

### 各地⇒本社前方面・中央高速バス新宿線降車場
新宿発降車場　各地発降車場＜羽広・与地⇒本社前　若宮・美原・手良・福島⇒アピタ伊那前行き＞

### 1番のりば/2番のりば（伊那市内・近郊路線）
- 市街地循環線 (イーナちゃんバス)
- 市内西循環線
- 西箕輪線
- 手良・福島循環バス
- 伊那本線（伊那市西春近 - 伊那市街地 - 南箕輪村 - 箕輪町）
- JRバス関東高遠線（伊那市内 - 高遠地区）
- JRバス関東「モーニングジオライナー」（伊那BT - 高遠 - 仙流荘）※季節運行
- JRバス関東「パノラマライナー号」（木曽福島駅 - 伊那BT - 高遠 - 仙流荘）※季節運行

### 3番のりば/4番のりば（高速バスのりば）
中央高速バス伊那線
バスタ新宿（新宿駅）行　※駒ヶ根始発
中央道高速バス伊那線
名古屋（栄）・名鉄バスセンター行　※箕輪始発
京都・大阪線（アルペン伊那号）
大阪（阪急梅田）行・USJ行　※箕輪始発

### 5番のりば（高速バスおりば）
名古屋発　大阪発降車場

#### 予約・発券のみ
中央高速バス飯田線（中央道伊那ICから乗車分を発売）
バスタ新宿（新宿駅）行　※飯田始発
みすずハイウェイバス（中央道伊那ICから乗車分を発売）
長野（県庁）行　※飯田始発
＜ベイブリッジ号＞飯田 - 横浜線（中央道伊那ICから乗車分を発売）
横浜駅東口行　※飯田始発

## 周辺
- 伊那市駅 徒歩3分
- 長野県上伊那合同庁舎 徒歩3分
- 伊那市創造館 (旧上伊那図書館)
- 長野県伊那弥生ヶ丘高等学校 徒歩10分
- 長野地方裁判所伊那支部・長野家庭裁判所伊那支部・伊那簡易裁判所 徒歩8分
- 伊那税務署 徒歩8分

## 乗り入れ会社
- 伊那バス
- 信南交通
- 京王バス
- フジエクスプレス
- 山梨交通
- 名鉄バス
- 阪急観光バス
- JRバス関東